# Saint-Denis-sur-Richelieu
Saint-Denis-sur-Richelieu är en kommun i provinsen Québec i Kanada, vars centrum är tätorten (centre de population) Saint-Denis. Den ligger i regionen Montérégie, i den sydöstra delen av landet, 200 km öster om huvudstaden Ottawa.